# Массовые беспорядки в Греции (2008)

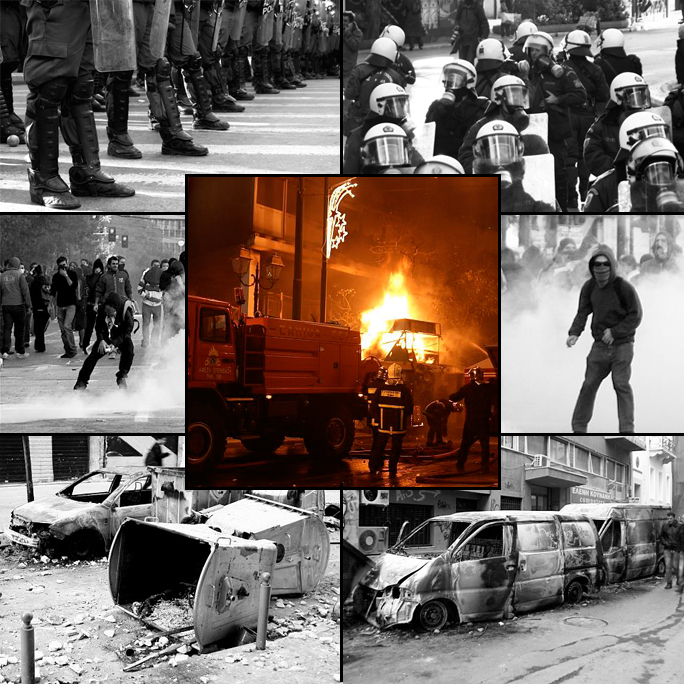
События в Афинах. Декабрь 2008 года

Массовые беспорядки в Афинах — ожесточённые столкновения между леворадикальными группами молодёжи и отрядами полиции особого назначения в декабре 2008 года.

## Предыстория
История противостояния сил правопорядка и леворадикальной молодежи восходит к 1973 году, когда студенты восстали против хунты «черных полковников». 14 ноября 1973 г. в Афинском Политехническом университете развернулась студенческая забастовка под названием «Свободные осажденные» (Ελεύθεροι Πολιορκημένοι). Студенты восстали против хунты «черных полковников» (το καθεστώς των Συνταγματαρχών), военной диктатуры правого толка, поддерживаемой США.
В 1985 во время годовщины этих событий в стычке с полицией погиб демонстрант.
В 1999 и 2003 годах в Греции также проходили массовые беспорядки с участием антиглобалистов во время визитов Билла Клинтона и встречи в верхах Евросоюза в Салониках соответственно.

## История
Беспорядки вспыхнули в Афинах 7 декабря 2008 года. Всего в них пострадал 21 человек, из них 13 — полицейские. Формальным поводом для стычек стало убийство сотрудником особого отряда 15-летнего подростка Александроса Григоропулоса, справлявшего именины приятеля в афинском районе Эксархия. Однако, по мнению социологов, более глубокой причиной явившейся катализатором общественного недовольства стали неолиберальные реформы в стране.
По заявлению полиции, группа подростков пыталась забросать патрульную машину бомбами, а сидевшие в автомобиле стражи порядка произвели выстрел в целях самозащиты. Согласно показаниям очевидцев, подтверждённым видеозаписями, однако, подростки не пытались причинить полицейским вреда, а лишь выкрикивали ругательства и лозунги (убитый подросток находился на расстоянии 50 м). В то же время, очевидцы сообщают, что полицейский явно стремился подстрелить подростка.
Левая общественность была взбудоражена видеозаписями с места событий, быстро распространившимися по интернету. Видеозаписи показывают, что выстрелы были совершены без провокации.

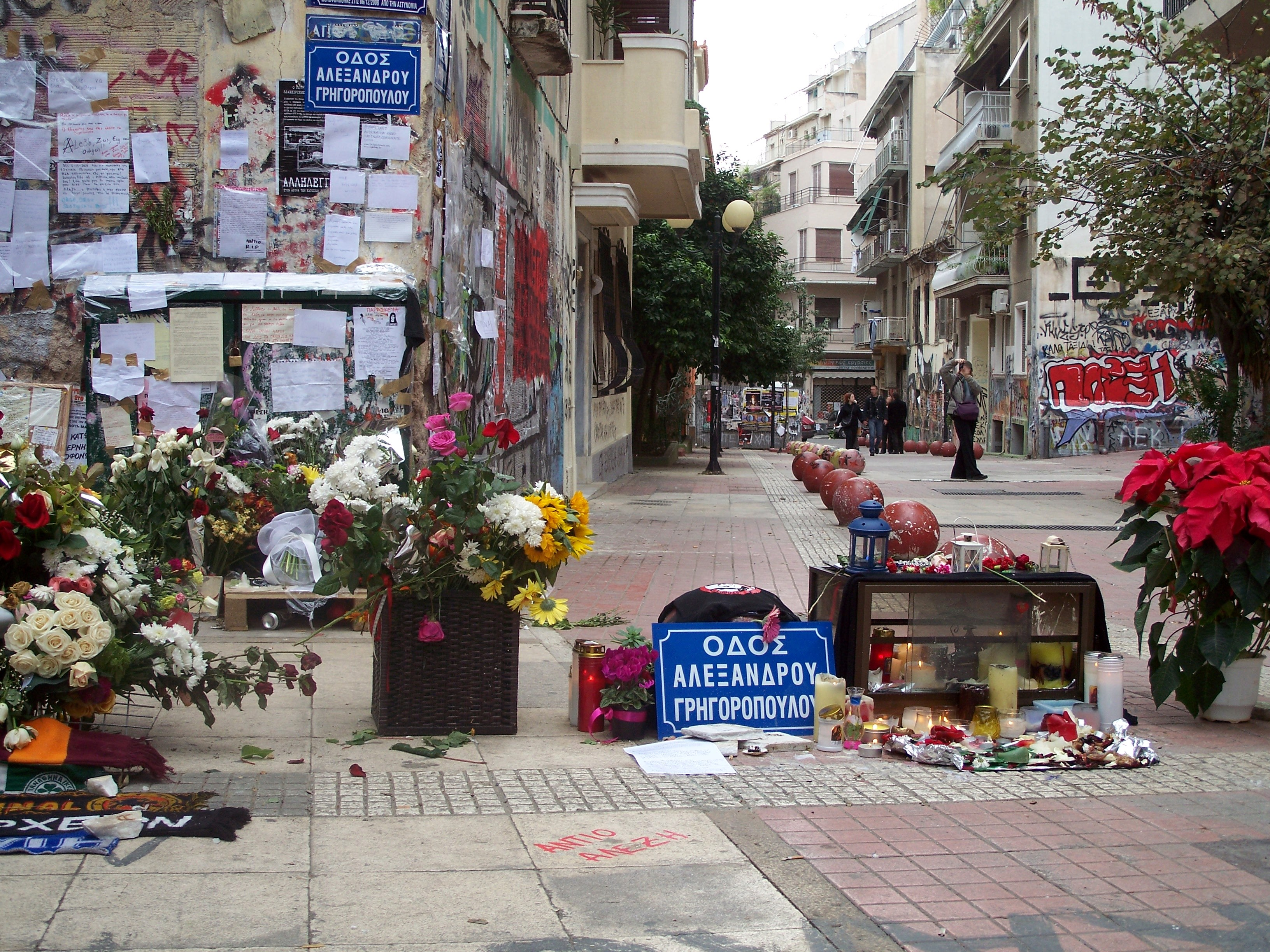
Место убийства Александроса Григоропулоса.

На следующий день беспорядки были зафиксированы и в других городах Греции (Салоники, Комотини, Трикала, Ханья и Янина), в ходе которых радикальная молодежь по призыву группировки «Объединенные антикапиталистические левые» громила автомобили, магазины и отделения банков, а также поджигала их с помощью бутылок с зажигательной смесью. Глава полиции Прокопис Павлопулос подал в отставку, однако премьер-министр Костас Караманлис не утвердил её. Акции протеста прошли возле стен греческих посольств в Берлине и Лондоне. В беспорядках 8 декабря пострадали 22 человека, из них 12 — стражи правопорядка.
На следующий день была приостановлена работа учебных учреждений, в то время как профсоюз преподавателей вузов объявил трёхсуточную забастовку.
В США греческие анархисты объявлены террористами.

## Инцидент со стрельбой
Вечером группа подростков-анархистов устроила празднования именин в афинском квартале Эксархия. Подростки по разным данным оскорбляли стражей порядка (в разных версиях это полиция или спецназ) или также напали на представителей органов правопорядка с бутылками с зажигательной смесью (или просто бутылками), в результате чего патрульные произвели два предупредительных выстрела. Один в воздух, другой в мостовую. По результатам баллистической и трассологической экспертиз, пуля, отрикошетив об мостовую, убила 15-летнего студента-анархиста Александроса Григоропулоса. Быстрое распространение видеозаписи в СМИ привело к выходу на улицы радикально настроенных студентов и учеников колледжей, что привело к крупнейшим беспорядкам в Греции за последнее десятилетие.
Полицейские были взяты под стражу для охраны их жизней от многочисленных анархистов, которые превратили кварталы Афин и других городов в пылающее поле битвы.
Стражи порядка применяли гранаты со слезоточивым газом, а также водометы. Полиция в Греции не может входить в университеты (в 2019 году это правило было отменено),  поэтому они превратились в базы снабжения и скрытия анархистов.

## Война на улицах

Карта беспорядков в Афинах

7 декабря было уничтожено 38 машин, 13 полицейских получили ранения разной степени тяжести, были арестованы 22 участника беспорядков.

## Последствия
В среду 10 декабря выступления молодежи поддержали профсоюзы, в стране была объявлена общенациональная забастовка, во время которой экономические требования были дополнены требованием отставки консервативного правительства
Беспорядки в Греции продолжаются до сих пор, нападения анархистов на полицию (в том числе минирование полицейских участков) в Греции стало регулярным.

## Акции анархистов и левых радикалов за пределами Греции
Греческие студенты в Берлине захватили посольство Греции на второй неделе беспорядков в Греции. Акции анархистов прокатились по всей западной и северной Европе, и были поддержаны студентами других национальностей. Также прошла несанкционированная акция солидарности в России, организованная и проведенная анархистами, которая сопровождалась погромами автомобилей. Кроме того, неизвестными был брошен коктейль Молотова в греческое посольство в России.

## Новые беспорядки в годовщину убийства Александроса Григоропулоса
6 декабря 2009 года в Греции произошли новые беспорядки. Около 300 участников демонстраций вышли на улицы, несмотря на заранее установленные полицейские кордоны и присутствие около 10.000 полицейских. В ходе столкновений 7 человек получили ранения.